# Бренде, Бёрге
Бёрге Бренде (норв. Børge Brende; род. 25 сентября 1965, Одда, Норвегия) — норвежский политик, член Консервативной партии, министр иностранных дел с 16 октября 2013 по 20 октября 2017 года. Занимал посты министра окружающей среды в 2001—2004 годах и министра торговли и промышленности 2004—2005, член Стортинга 1997—2009 годах.

## Биография
Бренде занимал пост главы Комиссии ООН по устойчивому развитию в 2003—2004 годах.
В январе 2008 года Бренде назначен управляющим директором Всемирного экономического форума, в частности, он отвечал за отношения с правительством и гражданским обществом. В 2009 году Бёрге Бренде стал генеральным секретарём норвежского Красного креста. В 2011 году он возвращается на пост управляющего директора Всемирного экономического форума, сферой его ответственности становятся политические инициативы.

## Личная жизнь
Бренде женат, имеет двух сыновей.